# Asheville 300 1971
Asheville 300 1971 var ett stockcarlopp ingående i Nascar Winston Cup Series (nuvarande Nascar Cup Series) som kördes 21 maj 1971 på den 0,333 mile (535,912 m) långa ovalbanan New Asheville Speedway i Asheville i South Carolina. Totalt avverkades 99,9 miles (160,773 km) fördelat på 300 varv. Banunderlaget var dirt. Loppet vanns av Richard Petty i en Plymouth på tiden 1:24.14 körande för Petty Enterprises. Pettys snitthastighet uppgick till 71,231 mph. Han var vid målgång ensam förare på ledarvarvet, fyra varv före tvåan Elmo Langley. Det var Pettys 128:e vinst av totalt 200 i karriären. Prispotten uppgick till 6 625 dollar, varav 1 500 dollar gick till segraren. 

## Resultat
| Plc     | Nr | Förare         | Team/ bilägare           | Konstruktör | Start | Varv | Ledda varv |
| ------- | -- | -------------- | ------------------------ | ----------- | ----- | ---- | ---------- |
| 1       | 43 | Richard Petty  | Petty Enterprises        | Plymouth    | 1     | 300  | 252        |
| 2       | 64 | Elmo Langley   | Langley-Woodfield Racing | Mercury     | 2     | 296  | 48         |
| 3       | 24 | Cecil Gordon   | Gordon Racing            | Mercury     | 3     | 284  | 0          |
| 4       | 25 | Jabe Thomas    | Robertson Racing         | Plymouth    | 10    | 281  | 0          |
| 5       | 10 | Bill Champion  | Champion Racing          | Ford        | 7     | 259  | 0          |
| 6       | 67 | Dick May       | Ron Ronacher             | Ford        | 15    | 155  | 0          |
| 7       | 70 | J.D. McDuffie  | McDuffie Racing          | Mercury     | 17    | 130  | 0          |
| 8       | 26 | Earl Brooks    | Brooks Racing            | Ford        | 14    | 124  | 0          |
| 9       | 79 | Frank Warren   | Warren Racing            | Plymouth    | 12    | 110  | 0          |
| 10      | 74 | Bill Shirey    | Bill Shirey              | Plymouth    | 9     | 79   | 0          |
| 11      | 4  | John Sears     | John Sears               | Dodge       | 13    | 74   | 0          |
| 12      | 72 | Benny Parsons  | DeWitt Racing            | Ford        | 8     | 33   | 0          |
| 13      | 30 | Walter Ballard | Ballard Racing           | Ford        | 11    | 32   | 0          |
| 14      | 34 | Wendell Scott  | Scott Racing             | Ford        | 6     | 15   | 0          |
| 15      | 8  | Ed Negre       | Negre Racing             | Ford        | 16    | 9    | 0          |
| 16      | 06 | Neil Castles   | Neil Castles             | Dodge       | 06    | 1    | 0          |
| 17      | 48 | James Hylton   | Hylton Engineering       | Ford        | 48    | 1    | 0          |
| 18      | 7  | Dean Dalton    | i.u.                     | Ford        | 7     | 0    | 0          |
| Källor: |    |                |                          |             |       |      |            |